# Il custode
Il custode (Mortuary) è un film del 2005 diretto da Tobe Hooper.

## Trama
La famiglia Doyle si trasferisce in una zona rurale della California per ricominciare daccapo ed impiantare una nuova attività. La Società di pompe Funebri dei Fratelli Fowler ora appartiene a loro. Gli abitanti del luogo ne hanno sempre avuto timore e le dicerie sulla famiglia Fowler cessano alla loro morte. I Doyle scopriranno presto che qualcosa si nasconde vicino alla loro nuova casa. Accadranno molti episodi sinistri e si rendono conto che i passati residenti, vivi o morti, non hanno intenzione di lasciarli soli!